# Tokugawa Kuniyuki

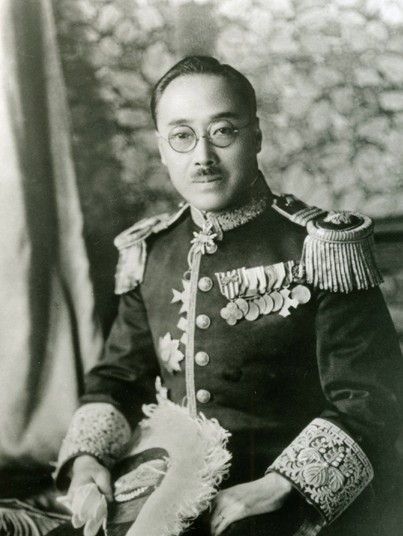
Príncipe Tokugawa Kuniyuki

Príncipe Tokugawa Kuniyuki  (徳川 圀顺, , 13 de dezembro de 1886 - 17 de novembro de 1969) foi 13º Líder do Ramo Mito dos Tokugawa e Presidente da Câmara dos Pares da Dieta do Japão

## Vida
Tokugawa Kuniyuki herdou o título de Shishaku (侯爵, marquês), do sistema de nobreza kazoku e aliderança do Ramo Mito do Clã Tokugawa após a morte de seu pai, Tokugawa Atsuyoshi em 1898 . Um estudioso, voltou sua atenção em 1906 para a revisão da  Dai Nihon-shi (A História do Grande Japão) , uma história abrangente sobre o Japão, iniciada por seu antecessor, Tokugawa Mitsukuni no Século XVII. Em 1910, foi aceito na classe 22 da Academia do Exército Imperial Japonês , tornando-se Segundo-tenente do Exército Imperial Japonês. Ele renunciou a sua comissão em 1914, citando razões de saúde, e foi para a reserva em 1915.
Desde dezembro de 1911, Kuniyuki foi membro da Câmara dos Pares da Dieta do Japão . Após a conclusão do Dai Nihon-shi em 1929, recebeu o título de Koshaku (公爵, príncipe). Em 25 de junho de 1940, ele aceitou o cargo de presidente honorário da Cruz Vermelha Japonesa . De 11 outubro de 1944 a 19 de junho de 1946, foi o presidente da Câmara dos Pares .
Depois de sua morte, em 1969, aos 82 anos foi sucedido como Líder do Ramo Mito do clã Tokugawa por Tokugawa Kuninari.

| Precedido por Tokugawa Atsuyoshi  | - 13º Líder do Ramo Mito 1898-1969         | Sucedido por Tokugawa Kuninari |
| Precedido por Matsudaira Yorinaga | - Presidente da Câmara dos Pares 1944-1946 | Sucedido por Tokugawa Iemasa   |